# Geissois hirsuta
Geissois hirsuta är en tvåhjärtbladig växtart som beskrevs av Brongn. & Gris. Geissois hirsuta ingår i släktet Geissois och familjen Cunoniaceae. Inga underarter finns listade i Catalogue of Life.